# Gardenia longfolia
Gardenia longfolia là một loài thực vật có hoa trong họ Thiến thảo. Loài này được (Small) Farw. mô tả khoa học đầu tiên năm 1922.